# Liste der deutschen Leichtathletikrekorde

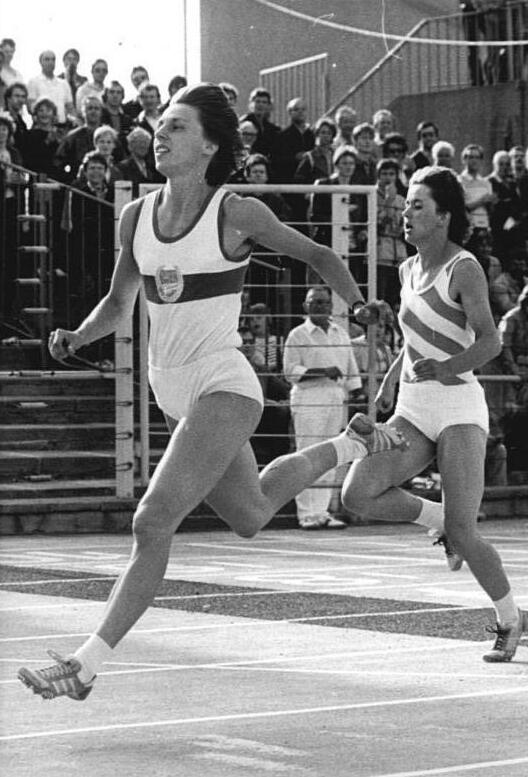
Marita Koch (links) und Marlies Göhr (rechts) halten die meisten deutschen Rekorde im Sprintbereich.

Die deutschen Leichtathletikrekorde sind die Bestleistungen von deutschen Athleten, die in Disziplinen der Leichtathletik aufgestellt worden sind.
In den hier aufgeführten Rekorden werden ausschließlich Bestleistungen berücksichtigt, für die der internationale Leichtathletikverband World Athletics offizielle Weltrekorde führt. Die nachfolgenden Listen unterscheiden nicht danach, ob ein deutscher Athlet zum Zeitpunkt der Aufstellung des jeweiligen Rekordes für den Verband der Bundesrepublik Deutschland (DLV) oder der Deutschen Demokratischen Republik (DVfL) startete. Leistungen, die gleichzeitig aktuelle Welt- oder Europarekorde sind, werden durch entsprechende Piktogramme gekennzeichnet ( und ).
Bestleistungen im Rahmen der deutschen Leichtathletik-Meisterschaften sind dort aufgeführt.
Bestleistungen auf der Landesverbandsebene des DLV sind in der Liste der Leichtathletik-Verbandsrekorde in Deutschland aufgeführt.

## Dopingproblematik
Als Reaktion auf den Vorstoß von Ines Geipel, die ihren Namen aus dem deutschen Vereinsrekord für die 4-mal-100-Meter-Staffel wegen ihrer unfreiwilligen Einbindung in das Dopingsystem der DDR streichen ließ, erweiterte der DLV 2006 seine offizielle Statistik um eine Präambel:

„In der nachfolgenden Rekordliste stehen nach heutigen Erkenntnissen einige Rekordhalter unter dem Verdacht, während ihrer leistungssportlichen Laufbahn gegen die Antidopingregeln verstoßen zu haben. Darüber hinaus wurde ein Teil der Rekorde auf der Basis von Zwangsdoping und Doping in Form von strafrechtlich relevanter Körperverletzung erzielt. […] Eine Löschung solcher Rekorde ist aus juristischen Gründen nicht möglich.“

Als Quellen verweist der Verband unter anderem auf das Buch Doping. Von der Forschung zum Betrug von Brigitte Berendonk (1991), in dem das staatlich organisierte Doping in der DDR anhand von Dissertationen und Stasi-Akten rekonstruiert wurde, sowie auf das 2006 veröffentlichte Werk Doping im Spitzensport von Andreas Singler und Gerhard Treutlein, in dem auch die Formen des zeitgleich in der Bundesrepublik praktizierten Dopings am Beispiel der Leichtathletik und anderer Sportarten dokumentiert wurden.
Der Ansicht des DLV, die Streichung dopingbelasteter Rekorde sei rechtlich nicht möglich, widersprachen 2007 die Sportrechtler Christoph Wüterich und Marius Breucker in einem Gutachten. Auch der damalige Vorsitzende der Welt-Antidoping-Agentur (WADA) Richard Pound teilte diese Auffassung.
2010 ließ Gesine Walther (heute Tettenborn) ihren Namen aus dem 4-mal-400-Meter-Staffelrekord entfernen, weil er mittels Doping zustande gekommen sei. In einem Interview sagte sie, hätte sie weiter geduldet, dass ihr Name dort aufgeführt wird, wäre sie „mitverantwortlich dafür, wenn junge Athletinnen dopen, weil sie motiviert sind, diesen Rekord zu brechen“.

## Freiluftrekorde

### Olympische Disziplinen

#### Männer
| Disziplin            | Leistung | Athlet/Athleten                                                                            | Datum      | Ort               |
| -------------------- | --- | ------------------------------------------------------------------------------------------ | ---------- | ----------------- |
| 100 m                | 9,99 s (+0,5) | Owen Ansah                                                                                 | 29.06.2024 | Braunschweig      |
| 200 m                | 20,02 s (+0,6) | Joshua Hartmann                                                                            | 09.07.2023 | Kassel            |
| 400 m                | 44,33 s | Thomas Schönlebe                                                                           | 03.09.1987 | Rom               |
| 800 m                | 1:43,65 min | Willi Wülbeck                                                                              | 09.08.1983 | Helsinki          |
| 1500 m               | 3:30,80 min | Robert Farken                                                                              | 06.06.2025 | Rom               |
| 5000 m               | 12:53,63 min | Mohamed Abdilaahi                                                                          | 11.07.2025 | Monaco            |
| 10.000 m             | 27:21,53 min | Dieter Baumann                                                                             | 05.04.1997 | Barakaldo         |
| Marathon             | 2:04:56 h | Samuel Fitwi Sibhatu                                                                       | 01.12.2024 | Valencia          |
| 110 m Hürden         | 13,05 s (−0,8) | Florian Schwarthoff                                                                        | 02.07.1995 | Bremen            |
| 400 m Hürden         | 47,48 s | Harald Schmid                                                                              | 08.09.1982 | Athen             |
| 3000 m Hindernis     | 8:01,49 min | Frederik Ruppert                                                                           | 25.05.2025 | Rabat             |
| 4 × 100 m Staffel    | 37,99 s | DLV-Auswahlmannschaft (Kevin Kranz, Joshua Hartmann, Owen Ansah, Lucas Ansah-Peprah)       | 03.06.2022 | Regensburg        |
| 4 × 400 m Staffel    | 2:59,86 min | DVfL-Auswahlmannschaft (Frank Möller, Mathias Schersing, Jens Carlowitz, Thomas Schönlebe) | 23.06.1985 | Erfurt            |
| 20 km Gehen (Straße) | 1:18:12 h | Christopher Linke                                                                          | 19.08.2023 | Budapest          |
| 50 km Gehen (Straße) | 3:37:46 h | Andreas Erm                                                                                | 27.08.2003 | Paris             |
| Hochsprung           | 2,37 m | Carlo Thränhardt                                                                           | 02.09.1984 | Rieti             |
| Stabhochsprung       | 6,01 m | Björn Otto                                                                                 | 05.09.2012 | Aachen            |
| Weitsprung           | 8,54 m (+0,9) | Lutz Dombrowski                                                                            | 28.07.1980 | Moskau            |
| Dreisprung           | 17,66 m (+1,7) | Ralf Jaros                                                                                 | 30.06.1991 | Frankfurt am Main |
| Kugelstoßen          | 23,06 m | Ulf Timmermann                                                                             | 22.05.1988 | Chania            |
| Diskuswurf           | 74,08 m | Jürgen Schult                                                                              | 06.06.1986 | Neubrandenburg    |
| Hammerwurf           | 83,40 m | Ralf Haber                                                                                 | 16.05.1988 | Athen             |
| Speerwurf            | 97,76 m (neuer Speer) | Johannes Vetter                                                                            | 09.09.2020 | Chorzów           |
| Speerwurf            | 104,80 m (alter Speer) | Uwe Hohn                                                                                   | 20.07.1984 | Berlin            |
| Zehnkampf            | 8961 Punkte | Leo Neugebauer                                                                             | 06.06.2024 | Eugene            |
| Zehnkampf            | 1. Tag: 10,64 s (100 m) – 7,86 m (Weitsprung) – 17,46 m (Kugel) – 2,07 m (Hochsprung) – 48,03 s (400 m) 2. Tag: 14,36 s (110 m H) – 57,70 m (Diskus) – 5,21 m (Stabhochsprung) – 56,64 m (Speer) – 4:44,61 min (1500 m) |                                                                                            |            |                   |

#### Frauen
| Disziplin            | Leistung | Athletin/Athletinnen                                                                   | Datum      | Ort             |
| -------------------- | --- | -------------------------------------------------------------------------------------- | ---------- | --------------- |
| 100 m                | 10,81 s (+1,7) | Marlies Göhr                                                                           | 08.06.1983 | Berlin          |
| 200 m                | 21,71 s (+0,7) | Marita Koch                                                                            | 10.06.1979 | Karl-Marx-Stadt |
| 200 m                | 21,71 s (+0,3) | Marita Koch                                                                            | 21.07.1984 | Potsdam         |
| 200 m                | 21,71 s (+1,2) | Heike Drechsler                                                                        | 29.06.1986 | Jena            |
| 200 m                | 21,71 s (−0,8) | Heike Drechsler                                                                        | 29.08.1986 | Stuttgart       |
| 400 m                | 47,60 s | Marita Koch                                                                            | 06.10.1985 | Canberra        |
| 800 m                | 1:55,26 min | Sigrun Wodars                                                                          | 31.08.1987 | Rom             |
| 1500 m               | 3:57,71 min | Christiane Wartenberg                                                                  | 01.08.1980 | Moskau          |
| 5000 m               | 14:26,76 min | Konstanze Klosterhalfen                                                                | 03.08.2019 | Berlin          |
| 10.000 m             | 31:01,71 min | Konstanze Klosterhalfen                                                                | 27.02.2021 | Austin          |
| Marathon             | 2:19:19 h | Irina Mikitenko                                                                        | 28.09.2008 | Berlin          |
| 100 m Hürden         | 12,42 s (+1,8) | Bettine Jahn                                                                           | 08.06.1983 | Berlin          |
| 400 m Hürden         | 53,24 s | Sabine Busch                                                                           | 21.08.1987 | Potsdam         |
| 3000 m Hindernis     | 9:03,30 min | Gesa Felicitas Krause                                                                  | 30.09.2019 | Doha            |
| 4 × 100 m Staffel    | 41,37 s | DVfL-Auswahlmannschaft (Silke Gladisch, Sabine Rieger, Ingrid Auerswald, Marlies Göhr) | 06.10.1985 | Canberra        |
| 4 × 400 m Staffel    | 3:15,92 min | DVfL-Auswahlmannschaft (*, Sabine Busch, Dagmar Neubauer, Marita Koch)                 | 03.06.1984 | Erfurt          |
| 20 km Gehen (Straße) | 1:27:56 h | Sabine Zimmer                                                                          | 05.06.2004 | Hildesheim      |
| Hochsprung           | 2,06 m | Ariane Friedrich                                                                       | 14.06.2009 | Berlin          |
| Stabhochsprung       | 4,82 m | Silke Spiegelburg                                                                      | 20.07.2012 | Monaco          |
| Weitsprung           | 7,48 m (+1,2) | Heike Drechsler                                                                        | 09.07.1988 | Neubrandenburg  |
| Dreisprung           | 14,61 m (−0,4) | Kristin Gierisch                                                                       | 02.06.2019 | Garbsen         |
| Kugelstoßen          | 22,45 m | Ilona Slupianek                                                                        | 11.05.1980 | Potsdam         |
| Diskuswurf           | 76,80 m | Gabriele Reinsch                                                                       | 09.07.1988 | Neubrandenburg  |
| Hammerwurf           | 79,42 m | Betty Heidler                                                                          | 21.05.2011 | Halle (Saale)   |
| Speerwurf            | 70,20 m (neuer Speer) | Christina Obergföll                                                                    | 23.06.2007 | München         |
| Speerwurf            | 80,00 m (alter Speer) | Petra Felke                                                                            | 09.09.1988 | Potsdam         |
| Siebenkampf          | 6985 Punkte | Sabine Braun                                                                           | 31.05.1992 | Götzis          |
| Siebenkampf          | 1. Tag: 13,11 s (100 m H) – 1,93 m (Hochsprung) – 14,84 m (Kugel) – 23,65 s (200 m) 2. Tag: 6,63 m (Weitsprung) – 51,62 m (Speer) – 2:12,67 min (800 m) |                                                                                        |            |                 |

### Nichtolympische Disziplinen

#### Männer
| Disziplin             | Leistung    | Athlet/Athleten                                                                         | Datum      | Ort                   |
| --------------------- | ----------- | --------------------------------------------------------------------------------------- | ---------- | --------------------- |
| 1000 m                | 2:14,53 min | Willi Wülbeck                                                                           | 01.07.1980 | Oslo                  |
| 1 Meile               | 3:48,83 min | Robert Farken                                                                           | 27.07.2025 | Berlin                |
| 2000 m                | 4:52,20 min | Thomas Wessinghage                                                                      | 31.08.1982 | Ingelheim am Rhein    |
| 3000 m                | 7:30,50 min | Dieter Baumann                                                                          | 08.08.1998 | Monaco                |
| 20.000 m              | 58:30,2 min | Werner Schildhauer                                                                      | 29.04.1983 | Cottbus               |
| 1 Stunde              | 20.536 m    | Werner Schildhauer                                                                      | 29.04.1983 | Cottbus               |
| 25.000 m              | 1:13:57,6 h | Stéphane Franke                                                                         | 30.03.1999 | Walnut                |
| 30.000 m              | 1:33:35,6 h | Stéphane Franke                                                                         | 30.03.1999 | Walnut                |
| 5 km Straßenlauf      | 13:30 min   | Nils Voigt                                                                              | 20.04.2024 | Nijmegen              |
| 10 km Straßenlauf     | 27:32 min   | Amanal Petros                                                                           | 26.02.2023 | Castellón de la Plana |
| 15 km Straßenlauf     | 43:10 min   | Amanal Petros                                                                           | 19.02.2022 | Ras Al Khaimah        |
| 20 km Straßenlauf     | 59:00 min   | Stephan Freigang                                                                        | 13.03.1994 | Alphen aan den Rijn   |
| Halbmarathon          | 59:31 min   | Amanal Petros                                                                           | 06.04.2025 | Berlin                |
| 25 km Straßenlauf     | 1:13:58 h   | Karl Fleschen                                                                           | 16.04.1978 | Frankenberg           |
| 30 km Straßenlauf     | 1:32:27 h   | Steffen Dittmann                                                                        | 21.02.1993 | Ōme                   |
| 100 km Straßenlauf    | 6:24:29 h   | Kazimierz Bak                                                                           | 26.06.1994 | Saroma                |
| 4 × 200 m Staffel     | 1:21,26 min | DLV-Nationalstaffel (Maurice Huke, Patrick Domogala, Aleixo-Platini Menga, Robin Erewa) | 12.05.2019 | Yokohama              |
| 4 × 800 m Staffel     | 7:08,6 min  | DLV-Nationalstaffel (Manfred Kinder, Walter Adams, Dieter Bogatzki, Franz-Josef Kemper) | 13.08.1966 | Wiesbaden             |
| 3 × 1000 m Staffel    | 7:01,2 min  | SC Preußen Münster (Franz-Josef Kemper, Wolf-Jochen Schulte-Hillen, Harald Norpoth)     | 17.07.1966 | Hamm                  |
| 4 × 1500 m Staffel    | 14:38,8 min | DLV-Nationalstaffel (Thomas Wessinghage, Harald Hudak, Michael Lederer, Karl Fleschen)  | 17.08.1977 | Köln                  |
| 20.000 m Gehen (Bahn) | 1:19:18,3 h | Ronald Weigel                                                                           | 26.05.1990 | Bergen                |
| 30.000 m Gehen (Bahn) | 2:11:52,8 h | Robert Ihly                                                                             | 04.09.1992 | Biesheim              |
| 50.000 m Gehen (Bahn) | 3:52:46,6 h | Robert Ihly                                                                             | 29.09.1996 | Héricourt             |

#### Frauen
| Disziplin             | Leistung     | Athletin/Athletinnen                                                                    | Datum      | Ort             |
| --------------------- | ------------ | --------------------------------------------------------------------------------------- | ---------- | --------------- |
| 1000 m                | 2:30,67 min  | Christine Wachtel                                                                       | 17.08.1990 | Berlin          |
| 1 Meile               | 4:21,11 min  | Konstanze Klosterhalfen                                                                 | 18.08.2019 | Birmingham      |
| 3000 m                | 8:20,07 min  | Konstanze Klosterhalfen                                                                 | 30.06.2019 | Stanford        |
| 5 km Straßenlauf      | 14:52 min    | Konstanze Klosterhalfen                                                                 | 31.12.2022 | Barcelona       |
| 10 km Straßenlauf     | 30:46 min    | Konstanze Klosterhalfen                                                                 | 24.05.2025 | Laredo          |
| 15 km Straßenlauf     | 46:25 min    | Melat Yisak Kejeta                                                                      | 17.10.2020 | Gdynia          |
| 20 km Straßenlauf     | 1:02:04 h    | Melat Yisak Kejeta                                                                      | 17.10.2020 | Gdynia          |
| Halbmarathon          | 1:05:18 h    | Melat Yisak Kejeta                                                                      | 17.10.2020 | Gdynia          |
| 25 km Straßenlauf     | 1:23:07 h    | Irina Mikitenko                                                                         | 28.09.2008 | Berlin          |
| 30 km Straßenlauf     | 1:39:34 h    | Irina Mikitenko                                                                         | 28.09.2008 | Berlin          |
| 100 km Straßenlauf    | 7:18:57 h    | Birgit Lennartz                                                                         | 28.04.1990 | Hanau           |
| 4 × 200 m Staffel     | 1:28,15 min  | DVfL-Auswahlmannschaft (Marlies Göhr, Romy Müller, Bärbel Wöckel, Marita Koch)          | 09.08.1980 | Jena            |
| 4 × 800 m Staffel     | 7:54,2 min   | DVfL-Auswahlmannschaft (Elfi Zinn, Gunhild Hoffmeister, Anita Weiß, Ulrike Klapezynski) | 06.08.1976 | Karl-Marx-Stadt |
| 5000 m Gehen (Bahn)   | 20:11,45 min | Sabine Zimmer                                                                           | 02.07.2005 | Wattenscheid    |
| 10.000 m Gehen (Bahn) | 42:11,5 min  | Beate Anders                                                                            | 15.05.1992 | Bergen          |

## Hallenrekorde

### Männer
| Disziplin          | Leistung | Athlet/Athleten                                                                   | Datum      | Ort          |
| ------------------ | --- | --------------------------------------------------------------------------------- | ---------- | ------------ |
| 60 m               | 6,52 s | Julian Reus                                                                       | 27.02.2016 | Leipzig      |
| 60 m               | 6,52 s | Kevin Kranz                                                                       | 20.02.2021 | Dortmund     |
| 200 m              | 20,42 s | Sebastian Ernst                                                                   | 27.02.2011 | Leipzig      |
| 400 m              | 45,05 s | Thomas Schönlebe                                                                  | 05.02.1988 | Sindelfingen |
| 800 m              | 1:44,88 min | Nico Motchebon                                                                    | 05.02.1995 | Stuttgart    |
| 1000 m             | 2:17,09 min | Jens-Peter Herold                                                                 | 05.02.1993 | Berlin       |
| 1500 m             | 3:34,13 min | Homiyu Tesfaye                                                                    | 19.02.2015 | Stockholm    |
| 3000 m             | 7:37,51 min | Dieter Baumann                                                                    | 12.02.1995 | Karlsruhe    |
| 5000 m             | 13:17,71 min | Amos Bartelsmeyer                                                                 | 03.12.2022 | Boston       |
| 60 m Hürden        | 7,41 s | Falk Balzer                                                                       | 29.01.1999 | Chemnitz     |
| 4 × 200 m Staffel  | 1:23,51 min | TV Wattenscheid (Julian Reus, Robin Erewa, Sebastian Ernst, Alexander Kosenkow)   | 23.02.2014 | Leipzig      |
| 4 × 400 m Staffel  | 3:03,05 min | DLV-Nationalstaffel (Rico Lieder, Jens Carlowitz, Karsten Just, Thomas Schönlebe) | 10.03.1991 | Sevilla      |
| 3 × 1000-m Staffel | 6:59,95 min | SC Charlottenburg (Nico Motchebon, John-Henry May, Jens-Peter Herold)             | 21.02.1993 | Dortmund     |
| 5000 m Gehen       | 18:11,41 min | Ronald Weigel                                                                     | 13.02.1988 | Wien         |
| Hochsprung         | 2,42 m | Carlo Thränhardt                                                                  | 26.02.1988 | Berlin       |
| Stabhochsprung     | 6,00 m | Danny Ecker                                                                       | 11.02.2001 | Dortmund     |
| Weitsprung         | 8,71 m | Sebastian Bayer                                                                   | 08.03.2009 | Turin        |
| Dreisprung         | 17,52 m | Max Heß                                                                           | 03.03.2017 | Belgrad      |
| Kugelstoßen        | 22,55 m | Ulf Timmermann                                                                    | 11.02.1989 | Senftenberg  |
| Siebenkampf        | 6291 Punkte | Frank Busemann                                                                    | 03.02.2002 | Tallinn      |
| Siebenkampf        | 1. Tag: 6,96 s (60 m) – 7,77 m (Weitsprung) – 14,57 m (Kugel) – 2,10 m (Hochsprung) 2. Tag: 7,91 s (60 m H) – 4,85 m (Stabhochsprung) – 2:40,93 min (1000 m) |                                                                                   |            |              |

### Frauen
| Disziplin         | Leistung                                                                                            | Athletin/Athletinnen                                                                   | Datum      | Ort           |
| ----------------- | --------------------------------------------------------------------------------------------------- | -------------------------------------------------------------------------------------- | ---------- | ------------- |
| 60 m              | 7,04 s                                                                                              | Marita Koch                                                                            | 16.02.1985 | Senftenberg   |
| 200 m             | 22,27 s                                                                                             | Heike Drechsler                                                                        | 07.03.1987 | Indianapolis  |
| 400 m             | 50,01 s                                                                                             | Sabine Busch                                                                           | 02.02.1984 | Wien          |
| 800 m             | 1:56,40 min                                                                                         | Christine Wachtel                                                                      | 13.02.1988 | Wien          |
| 1000 m            | 2:34,8 min                                                                                          | Brigitte Kraus                                                                         | 19.02.1978 | Dortmund      |
| 1500 m            | 3:59,87 min                                                                                         | Konstanze Klosterhalfen                                                                | 09.02.2020 | New York City |
| 3000 m            | 8:32,47 min                                                                                         | Konstanze Klosterhalfen                                                                | 16.02.2019 | Leipzig       |
| 5000 m            | 14:30,79 min                                                                                        | Konstanze Klosterhalfen                                                                | 27.02.2020 | Boston        |
| 60 m Hürden       | 7,73 s                                                                                              | Cornelia Oschkenat                                                                     | 25.02.1989 | Wien          |
| 4 × 200 m Staffel | 1:32,55 min                                                                                         | SC Eintracht Hamm (Helga Arendt, Silke-Beate Knoll, Mechthild Kluth, Gisela Kinzel)    | 20.02.1988 | Dortmund      |
| 4 × 400 m Staffel | 3:27,22 min                                                                                         | DLV-Nationalstaffel (Sandra Seuser, Katrin Schreiter, Annett Hesselbarth, Grit Breuer) | 10.03.1991 | Sevilla       |
| 3000 m Gehen      | 11:50,48 min                                                                                        | Melanie Seeger                                                                         | 21.02.2004 | Dortmund      |
| Hochsprung        | 2,07 m                                                                                              | Heike Henkel                                                                           | 08.02.1992 | Karlsruhe     |
| Stabhochsprung    | 4,77 m                                                                                              | Silke Spiegelburg                                                                      | 15.01.2012 | Leverkusen    |
| Weitsprung        | 7,37 m                                                                                              | Heike Drechsler                                                                        | 13.02.1988 | Wien          |
| Dreisprung        | 14,59 m                                                                                             | Kristin Gierisch                                                                       | 10.02.2019 | Chemnitz      |
| Kugelstoßen       | 21,59 m                                                                                             | Ilona Slupianek                                                                        | 24.01.1979 | Berlin        |
| Fünfkampf         | 4780 Punkte                                                                                         | Sabine Braun                                                                           | 07.03.1997 | Paris         |
| Fünfkampf         | 8,11 s (60 m H) – 1,86 m (Hochsprung) – 14,39 m (Kugel) – 6,40 m (Weitsprung) – 2:19,74 min (800 m) |                                                                                        |            |               |